# Tupolev Tu-124
Tupolev Tu-124 (tên ký hiệu NATO: Cookpot) là một loại máy bay dân dụng hai động cơ phản lực tầm bay ngắn của Liên Xô, có thể chở được 56 hành khách. Đây là loại máy bay dân dụng trang bị động cơ turbofan đầu tiên trên thế giới.

## Quốc gia sử dụng

### Dân sự
Tiệp Khắc
- ČSA

 Đông Đức
- Interflug

 Iraq
- Iraqi Airways

 Liên Xô
- Aeroflot

### Quân sự
Trung Quốc
- Không quân Lục quân Quân giải phóng

 Tiệp Khắc
- Không quân Tiệp Khắc

 Đông Đức
- Không quân Đông Đức

 Ấn Độ
- Không quân Ấn Độ

 Iraq
- Không quân Iraq

 Liên Xô
- Không quân Xô viết

### Máy bay cùng sự phát triển
- Tupolev Tu-104
- Tupolev Tu-110
- Tupolev Tu-134

### Máy bay có tính năng tương đương
- BAC One-Eleven
- Sud Aviation Caravelle